# Hexatoma (Eriocera) kiangsuana
Hexatoma (Eriocera) kiangsuana is een tweevleugelige uit de familie steltmuggen (Limoniidae). De soort komt voor in het Oriëntaals gebied.